# Mardochée Nzita
Mardochée Nzita Theto (Kinshasa, 24 febbraio 2000) è un calciatore belga con cittadinanza della Repubblica Democratica del Congo, difensore dello Charleroi.

## Carriera
Cresciuto nel settore giovanile dell'Anderlecht, il 17 luglio 2019 viene tesserato con un triennale dal Perugia, con cui inizia la carriera professionistica in Serie B. Al termine della stagione retrocede in Serie C dopo aver perso ai play-out contro il Pescara; il 5 ottobre 2020 si trasferisce in prestito con obbligo di riscatto proprio al Pescara, fortemente voluto dall'allenatore Massimo Oddo, che lo aveva già avuto nella precedente esperienza con gli umbri. Retrocesso in terza serie anche con gli abruzzesi, resta ai biancazzurri anche nel successivo campionato di Serie C. Il 22 giugno 2022 viene ceduto al Beerschot VA, con cui si lega fino al 2025.
Dopo aver vinto la Challenger Pro League, risultando decisivo per la promozione con cinque reti e tre assist, il 15 giugno 2024 viene acquistato dallo Charleroi, con cui firma un quadriennale.

## Statistiche

### Presenze e reti nei club
Statistiche aggiornate al 17 agosto 2025.
| Stagione            | Squadra             | Campionato          | Campionato | Campionato | Coppe nazionali | Coppe nazionali | Coppe nazionali | Coppe continentali | Coppe continentali | Coppe continentali | Altre coppe | Altre coppe | Altre coppe | Totale | Totale | Totale |
| Stagione            | Squadra             | Comp                | Pres       | Reti       | Comp            | Pres            | Reti            | Comp               | Pres               | Reti               | Comp        | Pres        | Reti        | Pres   | Reti   |        |
| ------------------- | ------------------- | ------------------- | ---------- | ---------- | --------------- | --------------- | --------------- | ------------------ | ------------------ | ------------------ | ----------- | ----------- | ----------- | ------ | ------ | ------ |
| 2019-2020           | Perugia             | B                   | 11+2       | 0          | CI              | 2               | 0               | -                  | -                  | -                  | -           | -           | -           | 15     | 0      |        |
| ott. 2020-2021      | Pescara             | B                   | 20         | 0          | CI              | 1               | 1               | -                  | -                  | -                  | -           | -           | -           | 21     | 1      |        |
| 2021-2022           | Pescara             | C                   | 21+4       | 1          | CI-C            | 2               | 0               | -                  | -                  | -                  | -           | -           | -           | 27     | 1      |        |
| Totale Pescara      | Totale Pescara      | Totale Pescara      | 41+4       | 1          |                 | 3               | 1               |                    | -                  | -                  |             | -           | -           | 48     | 2      |        |
| 2022-2023           | Beerschot VA        | D2                  | 18         | 0          | CB              | 1               | 1               | -                  | -                  | -                  | -           | -           | -           | 19     | 1      |        |
| 2023-2024           | Beerschot VA        | D2                  | 26         | 5          | CB              | 2               | 0               | -                  | -                  | -                  | -           | -           | -           | 28     | 5      |        |
| Totale Beerschot VA | Totale Beerschot VA | Totale Beerschot VA | 44         | 5          |                 | 3               | 1               |                    | -                  | -                  |             | -           | -           | 47     | 6      |        |
| 2024-2025           | Charleroi           | D1                  | 21+1       | 0          | CB              | 1               | 0               | -                  | -                  | -                  | -           | -           | -           | 23     | 0      |        |
| 2025-2026           | Charleroi           | D1                  | 3          | 0          | CB              | 0               | 0               | UCoL               | 2                  | 0                  | -           | -           | -           | 5      | 0      |        |
| Totale Charleroi    | Totale Charleroi    | Totale Charleroi    | 24+1       | 0          |                 | 1               | 0               |                    | 2                  | 0                  |             | -           | -           | 28     | 0      |        |
| Totale carriera     | Totale carriera     | Totale carriera     | 120+7      | 6          |                 | 9               | 2               |                    | 2                  | 0                  |             | -           | -           | 138    | 8      |        |

## Palmarès

### Club

#### Competizioni nazionali
- Challenger Pro League: 1

Beerschot VA: 2023-2024